# Chiesa delle Zitelle
La chiesa di Santa Maria della Presentazione, detta comunemente delle Zitelle, è un edificio religioso della città di Venezia ubicato all'estremo orientale dell'isola della Giudecca.
La chiesa è consacrata alla presentazione della Beata Vergine Maria e fa parte di un complesso comprendente un ex ospizio per giovani ragazze senza dote (da cui il nome con cui è conosciuta).

## Storia
La chiesa è parte di un complesso ecclesiastico creato dal gesuita Benedetto Palmi per assistere le ragazze povere; all'epoca quelle in età da marito (dette "zitelle"), ma troppo povere per avere una dote, finivano spesso per darsi alla prostituzione (che al tempo della Repubblica di Venezia non veniva ostacolata dai nobili e dal governo locale); nell'ospizio era invece insegnato loro un mestiere come il cucito o i merletti in modo che potessero provvedere al proprio mantenimento.
Fonti seicentesche attribuiscono la progettazione della chiesa all'architetto Andrea Palladio, senza tuttavia che ricerche anche recenti abbiano potuto ritrovare tracce documentarie o grafiche di un suo intervento: in realtà la maggior parte degli studiosi esprime forti dubbi su tale attribuzione.
Sebbene l'acquisizione dell'area edificabile alla Giudecca risalga al 1561, l'inizio dei lavori è posteriore alla morte di Palladio: la prima pietra è posta nel 1581 e la chiesa viene consacrata nel 1588. In realtà già nel 1575-1576 sono documentati ingenti acquisti di materiali da costruzione, forse destinati proprio alla chiesa. Su tale base, ipotesi recenti pensano a un possibile progetto palladiano databile alla metà degli anni 1570, ma né la facciata né l'interno della chiesa mostrano caratteri riferibili in maniera inequivocabile al linguaggio palladiano, a meno di una realizzazione estremamente maldestra e infedele.

## Descrizione

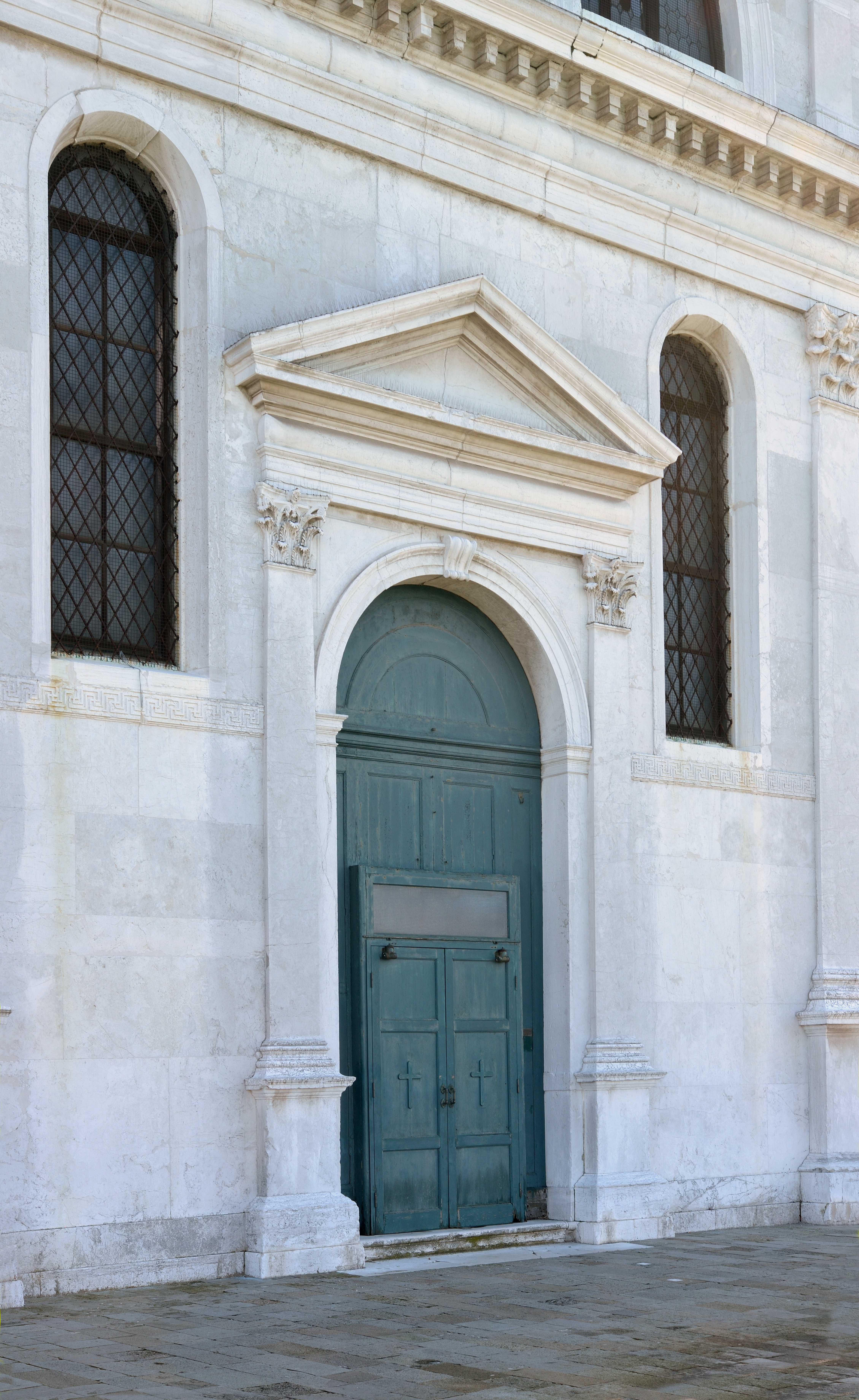
Dettaglio del portale

### Esterno
L'ospizio si sviluppa a ferro di cavallo attorno alla chiesa lasciando lo spazio per una corte dietro l'abside della chiesa. La facciata della chiesa è a due ordini con due finestre nel primo e una grande termale al secondo ordine, più alta rispetto alle due ali dell'ospizio, ed è chiusa da un timpano. Due piccole torri campanarie sono disposte simmetricamente sopra il timpano e una grande cupola con un'imponente lanterna chiude la costruzione.

### Interno
All'interno l'impianto è centrale con la sala dominata dalla volta della cupola. 
All'altare maggiore la pala Presentazione della Vergine al tempio di Francesco Bassano.
Sopra la pala dell'altare si trova una copia della lunetta di Jacopo Sansovino raffigurante Madonna col Bambino e due angeli chiamata anche Madonna del bacio. L'originale è conservato nella Galleria Franchetti alla Ca' d'Oro di Venezia.
All'altare destro un'opera di Palma il Giovane, Orazione nell'orto con il ritratto dei donatori: i fratelli Elisabetta e Pasquale Foppa.
All'altare sinistro un'opera di Antonio Vassillachi detto l'Aliense, Madonna con Bambino e san Francesco con il ritratto del procuratore Federico Contarini.
Quattro coretti con accesso diretto all'ospizio evidenziano lo stretto legame della chiesa con la struttura.